# Izraelská správa letišť

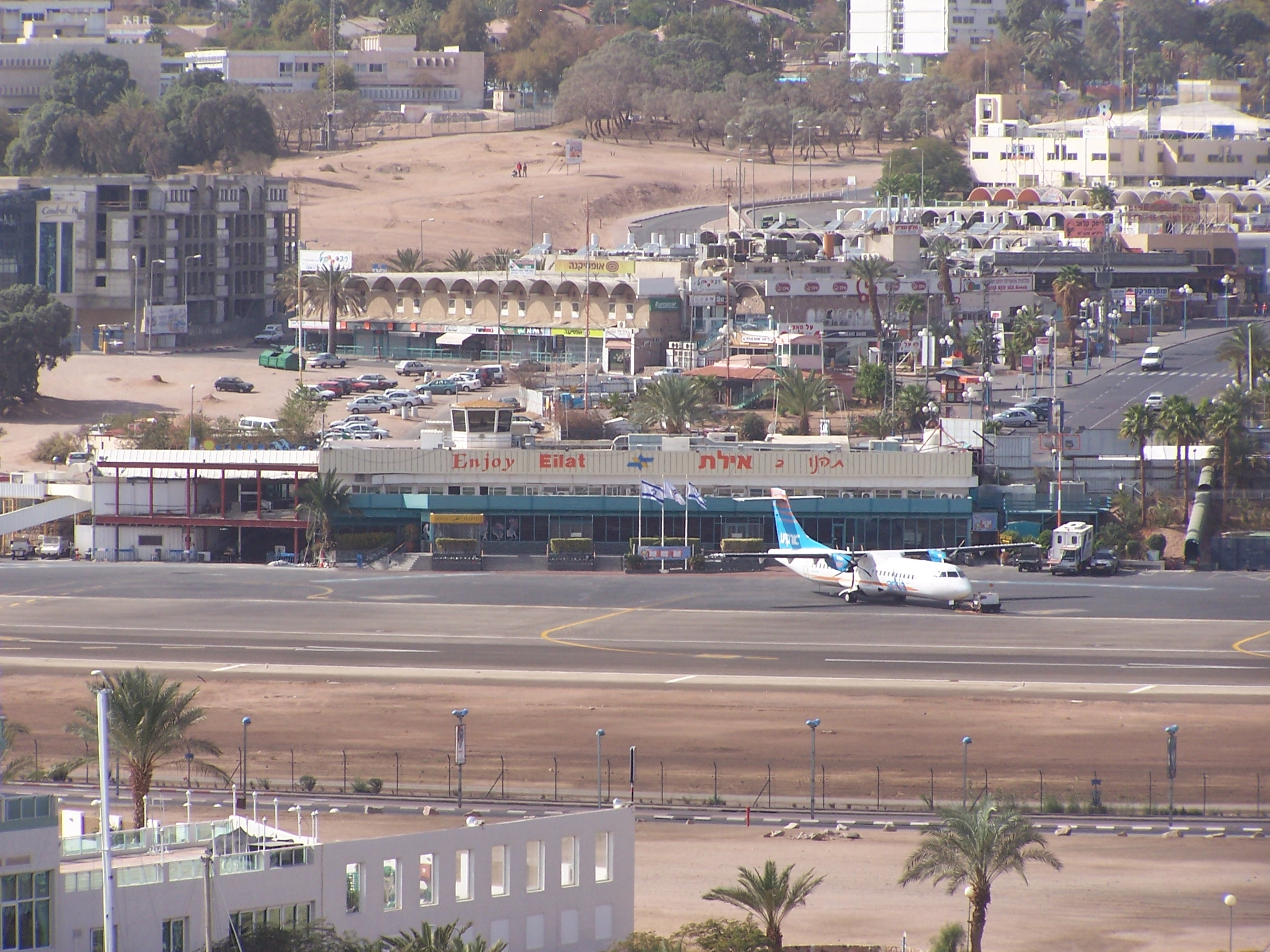
Letiště Ejlat

Izraelská správa letišť (hebrejsky: רשות שדות התעופה בישראל, arabsky: سلطة المطارات في إسرائيل) byla založena v roce 1977 jako veřejná korporace podle izraelského zákona o správě letišť. Je zodpovědná za řízení hlavních izraelských civilních letišť a hraničních přechodů mezi Izraelem a jeho sousedy (Egypt, Jordánsko a Palestinská autonomie).

## Zařízení

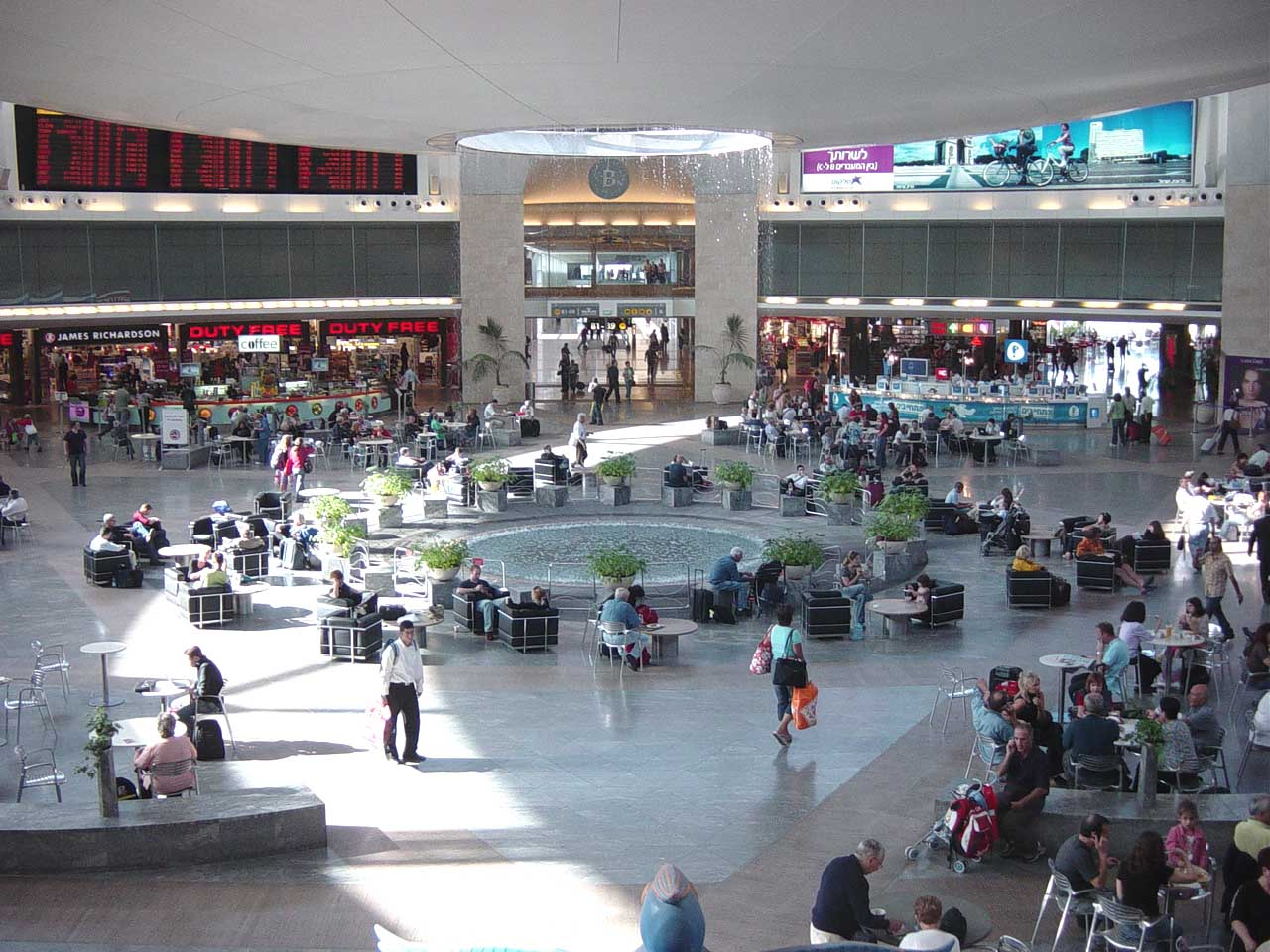
Bezcelní zóna na Ben Gurionově mezinárodním letišti

### Letiště

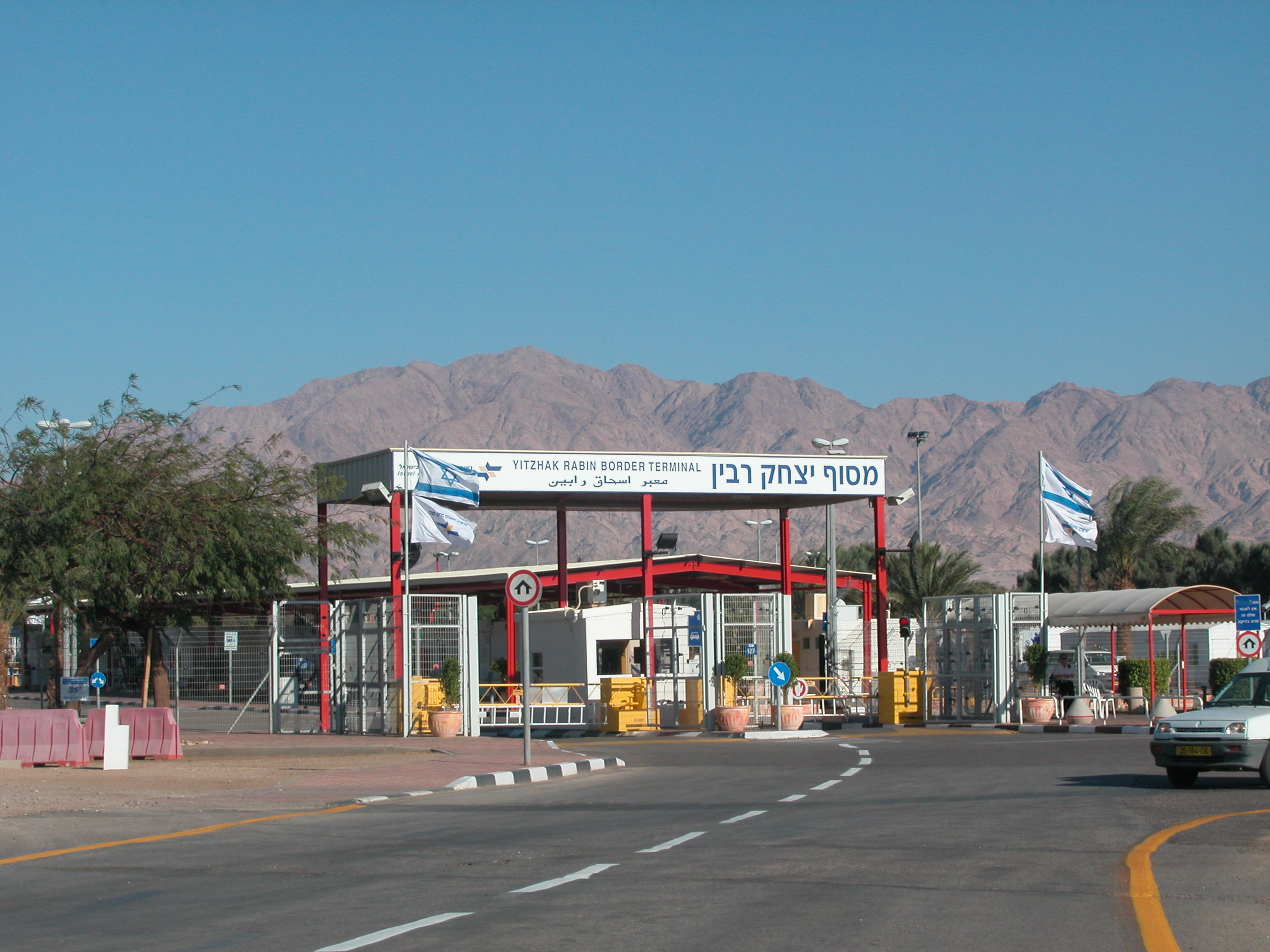
Hraniční přechod Jicchaka Rabina

- Mezinárodní letiště Ben Guriona
- Letiště Haifa
- Letiště Herzlija
- Mezinárodní letiště Uvda
- Letiště Roš Pina
- Ramonovo mezinárodní letiště
- Letiště J. Hozmana (zaniklé)
- Letiště Sde Dov (zaniklé)

### Hraniční přechody
Egypt
- Hraniční přechod Nicana
- Hraniční přechod Taba

Jordánsko
- Allenbyho most
- Hraniční přechod Jordán
- Hraniční přechod Arava (též hraniční přechod Jicchaka Rabina)

Palestininská autonomie (pásmo Gazy)
- Hraniční přechod Karni
- Hraniční přechod Kerem Šalom

do pásma Gazy vedou rovněž další přechody
- Hraniční přechod Erez
- Hraniční přechod Sufa

### Nefunkční zařízení
- Letiště Kirjat Šmona
- Hraniční přechod Rafáh (provozován nyní Egypťany)
- Letiště Gaza